# Висанско
Висанско (на гръцки: Πευκόφυτο, Певкофито, катаревуса: Πευκόφυτον, Певкофитон, до 1928 година Βύσαντσκο/ν, Висанцко/н) е село в югозападната част на Егейска Македония, Гърция, част от дем Нестрам в административната област Западна Македония.

## География
Висанско е разположено между планините Горуша (Войо) от изток и Аренес от запад на река Сарандапорос. Въпреки че е част от македонския дем Нестрам, Висанско географски принадлежи към Епир, а не към Македония.

## История

### Етимология
Йордан Заимов смята, че първоначалната форма на името е Вишанско с обичайно застъпване на българското ш с гръцкото σ.

### В Османската империя
Съдейки по името му, в XVIII век селото най-вероятно е населено с българи, но е напуснато в размирните години по времето на управлението на Али паша Янински и е заселено с гърци качауни от Епир. В края на XIX век Висанско е село в Борботска нахия в Костурска каза. Според статистиката на Васил Кънчов („Македония. Етнография и статистика“) в 1900 година Висанско има 160 жители гърци.
На Етнографската карта на Битолския вилает на Картографския институт в София от 1901 година Висенко е чисто гръцко село в Костурската каза на Корчанския санджак с 30 къщи.
По данни на секретаря на Българската екзархия Димитър Мишев („La Macédoine et sa Population Chrétienne“) в 1905 година във Висанско има 150 гърци и в селото работи гръцко училище.

### В Гърция
През Балканската война селото е окупирано от гръцки части и след Междусъюзническата война в 1913 година влиза в Гърция. Жителите се занимават с експлоатация на гората, скотовъдство и земеделие.
В 1928 година е прекръстено на Певкофитон. По време на Гражданската война пострадва силно и в 1947 година е напуснато от жителите си. След войната в 1950 година е възстановено. Много от жителите на Висанско се установяват в Маняк.
От 1997 година Висанско е част от община Аренес, която от 1 януари 2011 година по закона Каликратис е слята с дем Нестрам.
| Име          | Име             | Ново име | Ново име | Описание                    |
| ------------ | --------------- | -------- | -------- | --------------------------- |
| Голия Бурика | Γκόλια Μπουρίκα | Дади     | Δαδί     | рид в Горуша, С от Висанско |

| Година    | 1913 | 1920 | 1928 | 1940 | 1951 | 1961 | 1971 | 1981 | 1991 | 2001 | 2011 | 2021 |
| --------- | ---- | ---- | ---- | ---- | ---- | ---- | ---- | ---- | ---- | ---- | ---- | ---- |
| Население | 174  | 176  | 231  | 322  | 166  | 242  | 113  | 37   | 41   | 84   | 85   | 42   |

## Личности
Свързани с Висанско
- Мария Антониу (р. 1968), гръцки политик, по произход от Висанско